# Rogelio Cortéz
Rogelio Cortéz Pineda (Jiutepec, 7 luglio 2004) è un calciatore messicano, centrocampista del Necaxa.

## Carriera
È cresciuto nel settore giovanile del Necaxa ed ha debuttato in prima squadra il 3 settembre 2022 nell'incontro di Liga MX vinto 3-2 contro il León. Ha segnato il suo primo gol esattamente un anno più tardi, nella trasferta pareggiata 1-1 sempre contro il León.

## Statistiche

### Presenze e reti nei club
Statistiche aggiornate al 2 marzo 2025.
| Stagione        | Squadra         | Campionato      | Campionato | Campionato | Coppe nazionali | Coppe nazionali | Coppe nazionali | Coppe continentali | Coppe continentali | Coppe continentali | Altre coppe | Altre coppe | Altre coppe | Totale | Totale | Totale |
| Stagione        | Squadra         | Comp            | Pres       | Reti       | Comp            | Pres            | Reti            | Comp               | Pres               | Reti               | Comp        | Pres        | Reti        | Pres   | Reti   |        |
| --------------- | --------------- | --------------- | ---------- | ---------- | --------------- | --------------- | --------------- | ------------------ | ------------------ | ------------------ | ----------- | ----------- | ----------- | ------ | ------ | ------ |
| 2022-2023       | Necaxa          | LMX             | 8          | 0          | -               | -               | -               | -                  | -                  | -                  | -           | -           | -           | 8      | 0      |        |
| 2023-2024       | Necaxa          | LMX             | 12         | 1          | -               | -               | -               | -                  | -                  | -                  | LC          | 1           | 0           | 13     | 1      |        |
| 2024-2025       | Necaxa          | LMX             | 7          | 1          | -               | -               | -               | -                  | -                  | -                  | -           | -           | -           | 7      | 1      |        |
| Totale carriera | Totale carriera | Totale carriera | 27         | 2          |                 | -               | -               |                    | -                  | -                  |             | 1           | 0           | 28     | 2      |        |